# Аркушево
Аркушево (пол. Arkuszewo) — село в Польщі, у гміні Пшедеч Кольського повіту Великопольського воєводства.
Населення — 236 осіб (2011).
У 1975-1998 роках село належало до Конінського воєводства.

## Демографія
Демографічна структура станом на 31 березня 2011 року:
|          | Загалом | Допрацездатний вік | Працездатний вік | Постпрацездатний вік |
| -------- | ------- | ------------------ | ---------------- | -------------------- |
| Чоловіки | 118     | 27                 | 81               | 10                   |
| Жінки    | 118     | 24                 | 66               | 28                   |
| Разом    | 236     | 51                 | 147              | 38                   |